# Gran Premio del Canada 2002
Il Gran Premio del Canada 2002 è stato un Gran Premio di Formula 1 disputato il 9 giugno 2002 sul circuito di Montréal. La gara fu vinta da Michael Schumacher su Ferrari, davanti a David Coulthard su McLaren - Mercedes e al compagno di squadra Rubens Barrichello.

## Vigilia

### Aspetti tecnici
La BAR, unica scuderia a non aver ancora ottenuto punti, introdusse una versione profondamente rivista della propria monoposto, progettata dal nuovo direttore tecnico Geoff Willis e, data la provenienza del tecnico inglese, molto simile dal punto di vista delle appendici aerodinamiche alla Williams FW24. In particolare la vettura anglo-americana fu dotata di due pinne che, partendo dalla metà della fiancata, arrivavano davanti alle ruote posteriori, soluzione impiegata da due stagioni dalla Williams.
La maggior parte delle scuderie lavorò molto sui freni, estremamente sollecitati sulla pista canadese. Diverse scuderie provarono impianti forniti da case diverse (Brembo, Hitco e Carbon Industrie).
BMW e Mercedes portarono in pista delle versioni evolute dei propri motori, che vennero utilizzati in qualifica dalla McLaren e anche in gara dalla Williams. La Sauber, infine, presentò delle nuove sospensioni anteriori caratterizzate dai triangoli inferiori costruiti in titanio e non più in acciaio.

## Prove libere

### Risultati
Nella prima sessione di prove di venerdì i risultati furono i seguenti:
| Pos | No | Pilota               | Costruttore    | Tempo    |
| --- | -- | -------------------- | -------------- | -------- |
| 1   | 2  | Rubens Barrichello   | Ferrari        | 1'16"930 |
| 2   | 1  | Michael Schumacher   | Ferrari        | 1'16"991 |
| 3   | 9  | Giancarlo Fisichella | Jordan - Honda | 1'17"840 |

Nella seconda sessione di prove di venerdì i risultati furono i seguenti:
| Pos | No | Pilota             | Costruttore        | Tempo    |
| --- | -- | ------------------ | ------------------ | -------- |
| 1   | 3  | David Coulthard    | McLaren - Mercedes | 1'15"407 |
| 2   | 6  | Juan Pablo Montoya | Williams - BMW     | 1'15"543 |
| 3   | 1  | Michael Schumacher | Ferrari            | 1'15"788 |

Nella sessione di prove di sabato mattina i risultati furono i seguenti:
| Pos | No | Pilota             | Costruttore    | Tempo    |
| --- | -- | ------------------ | -------------- | -------- |
| 1   | 1  | Michael Schumacher | Ferrari        | 1'13"395 |
| 2   | 6  | Juan Pablo Montoya | Williams - BMW | 1'13"646 |
| 3   | 2  | Rubens Barrichello | Ferrari        | 1'14"243 |

## Qualifiche

### Resoconto

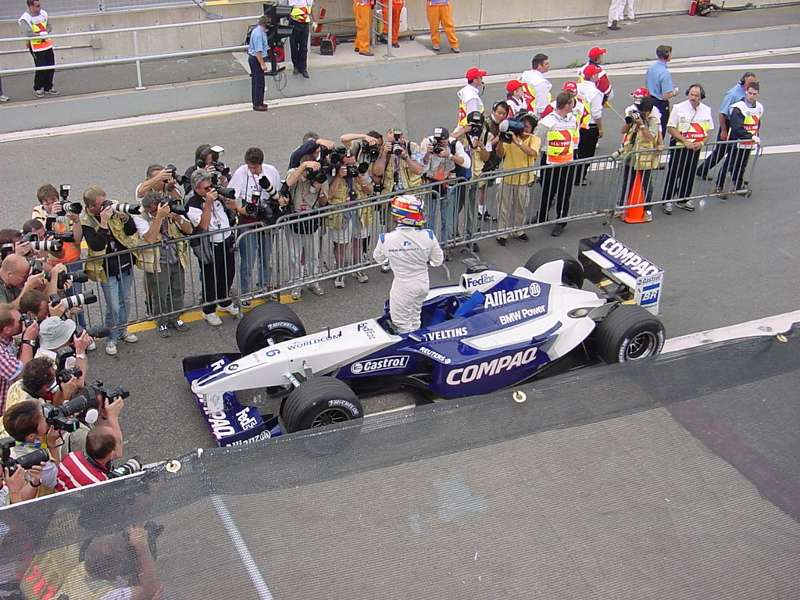
Juan Pablo Montoya nel paddock di Montreal al termine della sessione di qualifiche

Montoya conquistò la seconda pole position consecutiva dopo quella ottenuta al Gran Premio di Monaco. Il pilota colombiano precedette i ferraristi Michael Schumacher e Barrichello e il compagno di squadra Ralf Schumacher, costretto ad utilizzare il muletto assettato per Montoya in seguito ad un problema tecnico sulla sua vettura da gara. Räikkönen ottenne il quinto tempo, accusando però un distacco di oltre un secondo dalla pole position. Alle spalle del finlandese si piazzarono Fisichella, che ottenne il miglior risultato stagionale suo e della squadra, Heidfeld, Coulthard, Villeneuve e Trulli.

### Risultati
| Pos | No | Pilota                | Costruttore        | Pneumatici | Tempo    | Distacco |
| --- | -- | --------------------- | ------------------ | ---------- | -------- | -------- |
| 1   | 6  | Juan Pablo Montoya    | Williams - BMW     | M          | 1'12"836 |          |
| 2   | 1  | Michael Schumacher    | Ferrari            | B          | 1'13"018 | +0"182   |
| 3   | 2  | Rubens Barrichello    | Ferrari            | B          | 1'13"280 | +0"484   |
| 4   | 5  | Ralf Schumacher       | Williams - BMW     | M          | 1'13"301 | +0"465   |
| 5   | 4  | Kimi Räikkönen        | McLaren - Mercedes | M          | 1'13"898 | +1"062   |
| 6   | 9  | Giancarlo Fisichella  | Jordan - Honda     | B          | 1'14"132 | +1"296   |
| 7   | 7  | Nick Heidfeld         | Sauber - Petronas  | B          | 1'14"139 | +1"303   |
| 8   | 3  | David Coulthard       | McLaren - Mercedes | M          | 1'14"385 | +1"549   |
| 9   | 11 | Jacques Villeneuve    | BAR - Honda        | B          | 1'14"564 | +1"728   |
| 10  | 14 | Jarno Trulli          | Renault            | M          | 1'14"688 | +1"852   |
| 11  | 12 | Olivier Panis         | BAR - Honda        | B          | 1'14"713 | +1"877   |
| 12  | 8  | Felipe Massa          | Sauber - Petronas  | B          | 1'14"823 | +1"987   |
| 13  | 15 | Jenson Button         | Renault            | M          | 1'14"854 | +2"018   |
| 14  | 16 | Eddie Irvine          | Jaguar - Ford      | M          | 1'14"882 | +2"046   |
| 15  | 10 | Takuma Satō           | Jordan - Honda     | B          | 1'14"940 | +2"104   |
| 16  | 17 | Pedro de la Rosa      | Jaguar - Ford      | M          | 1'15"089 | +2"253   |
| 17  | 21 | Enrique Bernoldi      | Arrows - Cosworth  | B          | 1'15"102 | +2"266   |
| 18  | 24 | Mika Salo             | Toyota             | M          | 1'15"111 | +2"275   |
| 19  | 20 | Heinz-Harald Frentzen | Arrows - Cosworth  | B          | 1'15"115 | +2"279   |
| 20  | 25 | Allan McNish          | Toyota             | M          | 1'15"321 | +2"485   |
| 21  | 23 | Mark Webber           | Minardi - Asiatech | M          | 1'15"508 | +2"672   |
| 22  | 22 | Alex Yoong            | Minardi - Asiatech | M          | 1'17"347 | +4"511   |

## Warm up
Nel warm up di domenica mattina i migliori tempi furono i seguenti:
| Pos | No | Pilota             | Costruttore    | Tempo    |
| --- | -- | ------------------ | -------------- | -------- |
| 1   | 1  | Michael Schumacher | Ferrari        | 1'16"780 |
| 2   | 2  | Rubens Barrichello | Ferrari        | 1'16"837 |
| 3   | 5  | Ralf Schumacher    | Williams - BMW | 1'17"487 |

## Gara

### Resoconto
Alla partenza Montoya mantenne la prima posizione, mentre Barrichello, partito come il colombiano con una tattica sulle due soste, sopravanzò Michael Schumacher e si portò al secondo posto. Alle spalle dei primi si inserì Räikkönen, seguito da Ralf Schumacher, Coulthard, Heidfeld, Fisichella e Trulli. Alla fine del primo giro Barrichello sorpassò Montoya, prendendo il comando della corsa. I primi due cominciarono a staccare Michael Schumacher, partito per effettuare un solo pit stop, ma nel corso del nono giro sulla BAR di Villeneuve si ruppe il motore sul rettilineo davanti ai box: i commissari di percorso non riuscirono a rimuovere la vettura del canadese, con la trasmissione bloccata, e al 14º passaggio la direzione gara fece entrare in pista la safety car, annullando i distacchi.
Montoya ne approfittò per rifornire anticipatamente, rientrando in pista in quinta posizione. La vettura di sicurezza si fece da parte al sedicesimo giro. Due tornate più tardi Räikkönen e Ralf Schumacher, in lotta tra loro, tagliarono la chicane prima del traguardo e Montoya sfruttò l'occasione per superare entrambi alla prima curva, tornando al terzo posto. La Ferrari, invece, scelse di lasciare in pista Barrichello: il pilota brasiliano fece segnare più volte il giro più veloce in gara, ma non riuscì ad accumulare un vantaggio sufficiente sugli inseguitori, tornando in pista in sesta posizione dopo la prima sosta, effettuata al 26º passaggio. In testa alla corsa Michael Schumacher distanziò progressivamente Montoya, ma quando effettuò il suo unico rifornimento, al 38º giro, rientrò in gara alle spalle del rivale. Al 43º passaggio andò ai box Ralf Schumacher: durante il suo pit stop si verificò un problema con l'apparecchiatura per il rifornimento che costrinse il pilota tedesco a ripetere l'operazione il giro seguente.
L'ultimo pilota ad effettuare la prima sosta fu Coulthard, dopo ben 50 tornate. Lo scozzese si piazzò in quarta posizione, davanti al compagno di squadra e dietro a Montoya, Michael Schumacher e Barrichello. Nel tentativo di mantenere la prima posizione Montoya spinse al massimo, ottenendo anche il giro più veloce, ma dopo la sua seconda sosta, al 51º passaggio, si ritrovò terzo. Il pilota colombiano recuperò una posizione quando anche Barrichello rientrò ai box per la seconda volta (tornando in pista dietro a Coulthard), ma fu costretto al ritiro al 57º giro per un guasto al motore. Durante gli ultimi giri Coulthard e Barrichello lottarono duramente per la seconda posizione, con lo scozzese che si difese dai pressanti attacchi del ferrarista: al 61º giro, complice il doppiaggio di Sato, Barrichello affiancò il rivale sul rettilineo finale, ma entrambi arrivarono lunghi in frenata, tagliando la chicane, e Coulthard mantenne la posizione. Non vi furono altri episodi di rilievo e Michael Schumacher vinse davanti a Coulthard e Barrichello, in quella che fu la centocinquantesima vittoria per il cavallino. Räikkönen, che non marcava punti dal Gran Premio d'apertura, tagliò il traguardo al quarto posto, davanti a Fisichella e Trulli. Ralf Schumacher, autore di un testacoda mentre tentava di sopravanzare il pilota italiano della Renault, chiuse in settima posizione, appena fuori dalla zona punti.

### Risultati
| Pos      | No | Pilota                | Costruttore        | Pneumatici | Giri | Tempo/Ritiro e posizione al ritiro | Partenza | Punti |
| -------- | -- | --------------------- | ------------------ | ---------- | ---- | ---------------------------------- | -------- | ----- |
| 1        | 1  | Michael Schumacher    | Ferrari            | B          | 70   | 1h33'36"111                        | 2        | 10    |
| 2        | 3  | David Coulthard       | McLaren - Mercedes | M          | 70   | +1"132                             | 8        | 6     |
| 3        | 2  | Rubens Barrichello    | Ferrari            | B          | 70   | +7"082                             | 3        | 4     |
| 4        | 4  | Kimi Räikkönen        | McLaren - Mercedes | M          | 70   | +37"563                            | 5        | 3     |
| 5        | 9  | Giancarlo Fisichella  | Jordan - Honda     | B          | 70   | +42"182                            | 6        | 2     |
| 6        | 14 | Jarno Trulli          | Renault            | M          | 70   | +48"947                            | 10       | 1     |
| 7        | 5  | Ralf Schumacher       | Williams - BMW     | M          | 70   | +51"518                            | 4        |       |
| 8        | 12 | Olivier Panis         | BAR - Honda        | B          | 69   | +1 giro                            | 11       |       |
| 9        | 8  | Felipe Massa          | Sauber - Petronas  | B          | 69   | +1 giro                            | 12       |       |
| 10       | 10 | Takuma Satō           | Jordan - Honda     | B          | 69   | +1 giro                            | 15       |       |
| 11       | 23 | Mark Webber           | Minardi - Asiatech | M          | 69   | +1 giro                            | 21       |       |
| 12       | 7  | Nick Heidfeld         | Sauber - Petronas  | B          | 69   | +1 giro                            | 7        |       |
| 13       | 20 | Heinz-Harald Frentzen | Arrows - Cosworth  | B          | 69   | +1 giro                            | 19       |       |
| 14       | 22 | Alex Yoong            | Minardi - Asiatech | M          | 68   | +2 giri                            | 22       |       |
| Ritirato | 15 | Jenson Button         | Renault            | M          | 65   | Motore (10°)                       | 13       |       |
| Ritirato | 6  | Juan Pablo Montoya    | Williams - BMW     | M          | 56   | Motore (2°)                        | 1        |       |
| Ritirato | 25 | Allan McNish          | Toyota             | M          | 45   | Testacoda (17°)                    | 20       |       |
| Ritirato | 16 | Eddie Irvine          | Jaguar - Ford      | M          | 41   | Motore (14°)                       | 14       |       |
| Ritirato | 24 | Mika Salo             | Toyota             | M          | 41   | Freni (19°)                        | 18       |       |
| Ritirato | 17 | Pedro de la Rosa      | Jaguar - Ford      | M          | 29   | Incidente (20°)                    | 16       |       |
| Ritirato | 21 | Enrique Bernoldi      | Arrows - Cosworth  | B          | 16   | Cerchio ruota (20°)                | 17       |       |
| Ritirato | 11 | Jacques Villeneuve    | BAR - Honda        | B          | 8    | Motore (13°)                       | 9        |       |

## Classifiche

### Piloti
| Pos. | Pilota                | Punti |
| ---- | --------------------- | ----- |
| 1    | Michael Schumacher    | 70    |
| 2    | Ralf Schumacher       | 27    |
| 2    | Juan Pablo Montoya    | 27    |
| 4    | David Coulthard       | 26    |
| 5    | Rubens Barrichello    | 16    |
| 6    | Jenson Button         | 8     |
| 7    | Kimi Räikkönen        | 7     |
| 8    | Giancarlo Fisichella  | 6     |
| 9    | Nick Heidfeld         | 5     |
| 10   | Jarno Trulli          | 4     |
| 11   | Eddie Irvine          | 3     |
| 11   | Felipe Massa          | 3     |
| 13   | Mark Webber           | 2     |
| 13   | Mika Salo             | 2     |
| 13   | Heinz-Harald Frentzen | 2     |

### Costruttori
| Pos. | Team               | Punti |
| ---- | ------------------ | ----- |
| 1    | Ferrari            | 86    |
| 2    | Williams - BMW     | 54    |
| 3    | McLaren - Mercedes | 33    |
| 4    | Renault            | 12    |
| 5    | Sauber - Petronas  | 8     |
| 6    | Jordan - Honda     | 6     |
| 7    | Jaguar - Ford      | 3     |
| 8    | Minardi - Asiatech | 2     |
| 8    | Toyota             | 2     |
| 8    | Arrows - Cosworth  | 2     |